# Gonadendysgenesie, 46, XX-Typ
Die Gonadendysgenesie, 46, XX-Typ (46,XX-GD)  ist eine seltene angeborene Erkrankung mit primärer Ovarialinsuffizienz bei normalem Karyotyp und sonst normalen Mädchen und Frauen. Die Entwicklung der Gonade bleibt aus oder es tritt eine Resistenz gegen Gonadotropine auf.
Synonyme sind: 46,XX reine Gonadendysgenesie; 46,XX-Gonadendysgenesie, vollständige; FSH-Resistenz der Ovarien; FSH-RO; Gonadotropinresistenz der Ovarien; Ovarialdysgenesie, hypergonadotrope; XX Gonadendysgenesie, weibliche; XX-GD
Die Erstbeschreibung stammt aus dem Jahre 1959 durch die Südafrikanischen Ärzte G. A. Elliott, A. Sandler und D. Rabinowitz.

## Verbreitung
Die Häufigkeit wird mit 1 – 9 zu 100.000 angegeben.

## Ursache
Die Ursache des genetischen Entwicklungsdefektes bleibt meistens ungeklärt, aber es wurden bislang einige verursachende Mutationen nachgewiesen:
- mit autosomal-rezessiver Vererbung im FSHR-Gen auf Chromosom 2 Genort p16.3, welches für den Rezeptor des Follikelstimulierenden Hormons (FSHR) kodiert[3], sowie im PSMC3IP-Gen auf Chromosom 17 Genort p21.2[4]
- mit X-chromosomaler Vererbung im BMP15-Gen Genort p11.22[5]
- autosomal-dominant im NR5A1-Gen auf Chromosom 9 Genort q33[1]

## Klinische Erscheinungen
Klinische Kriterien sind:
- Normale Entwicklung ohne erkennbare Auffälligkeiten
- verzögerte oder ausbleibende Pubertät, Amenorrhoe
- normal entwickelte Genitalien

Eine Kombination mit Schwerhörigkeit oder Taubheit wird Perrault-Syndrom genannt.
Bislang wurden zwei Patienten mit zusätzlicher Lungenfibrose und Immundefekt beschrieben.

## Differentialdiagnose
Abzugrenzen sind andere Ursachen der Ovarialinsuffizienz und die Gonadendysgenesie, 46, XY-Typ (vollständige Form: Swyer-Syndrom). Bei HIV oder Polyendokrinen Autoimmunerkrankungen (mit Mutationen im AIRE-Gen) kann eine Ovarialhypoplasie sekundär auftreten.

## Therapie
Die Behandlung besteht in einer Hormonersatztherapie.